# Боречек (Підкарпатське воєводство)
Боречек (пол. Boreczek) — село в Польщі, у гміні Сендзішув-Малопольський Ропчицько-Сендзішовського повіту Підкарпатського воєводства.
Населення — 365 осіб (2011).
У 1975-1998 роках село належало до Ряшівського воєводства.

## Демографія
Демографічна структура станом на 31 березня 2011 року:
|          | Загалом | Допрацездатний вік | Працездатний вік | Постпрацездатний вік |
| -------- | ------- | ------------------ | ---------------- | -------------------- |
| Чоловіки | 187     | 49                 | 121              | 17                   |
| Жінки    | 178     | 41                 | 97               | 40                   |
| Разом    | 365     | 90                 | 218              | 57                   |